# Charles K. Bliss
Charles K. Bliss (in ucraino Чарльз Блісс?, Čarl'z Bliss; Černivci, 5 settembre 1897 – Randwick, 13 luglio 1985) è stato un ingegnere chimico e semiologo ucraino naturalizzato australiano, è noto per aver inventato il linguaggio Bliss.

## Biografia

### Primi anni di vita
Bliss, nato Karl Kasiel Blitz, nel 1897 a Černivci, allora nell'nell'Impero austro-ungarico, era il maggiore di quattro figli di Michel Anchel e Jeanette Blitz. La famiglia, che si trovava in uno stato d'indigenza, fu sostenuta dall'anziano padre Blitz attraverso le attività di ottico, meccanico e tornitore di legno.
In seguito Bliss disse che i simboli sugli schemi circuitali di suo padre avevano influito sulle sue scoperte successive come prototipo di "linguaggio logico". Allo stesso modo, i simboli chimici, che pensava potessero essere letti da chiunque indipendentemente dalla loro lingua madre erano stati fonte d'ispirazione.
L'inizio della vita di Bliss fu difficile. Oltre a provenire da una famiglia povera, le sue origini ebraiche lo misero da subito nelle condizioni di subire discriminazioni antisemite.
Quando Bliss aveva otto anni, la Russia perse la guerra russo-giapponese, i pogrom russi contro gli ebrei si intensificarono e i rifugiati arrivarono nella città di Bliss dalla vicina città russa di Kishinev. Sempre nel 1905 Bliss vide una presentazione della spedizione austro-ungarica del Polo Nord di Weyprecht e Payer. Questo episodio fu  un incentivo che lo portò a studiare ingegneria con il fine di migliorare le tecnologie destinate alla gente comune.
Nel 1914 Bliss partecipò nella prima guerra mondiale, prima come aiutante per l'ambulanza da campo della Croce Rossa, poi come soldato nell'esercito.  Dopo la guerra si iscrisse all'università, dove nel 1922 si laureò presso l'Università tecnica di Vienna come ingegnere chimico. Successivamente entrò a far parte di Telefunken, una società tedesca di apparecchi televisivi e radiofonici dove diventò capo del dipartimento brevetti.

### Detenzione e seconda guerra mondiale

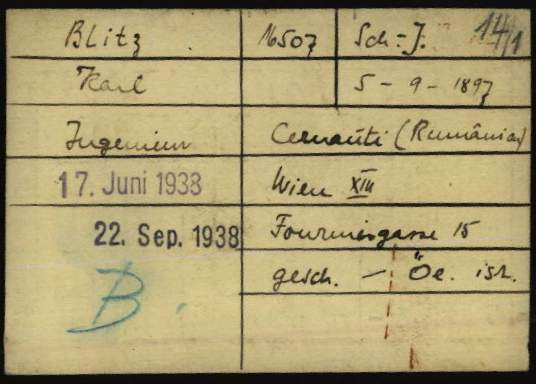
Scheda di registrazione di Charles K. Bliss come prigioniero nel campo di concentramento nazista di Dachau

Nel marzo del 1938, il Terzo Reich annetteva l'Austria attraverso l'Anschluss e Bliss, in quanto ebreo, fu mandato nel campo di concentramento di Dachau. Successivamente fu trasferito nel campo di concentramento di Buchenwald. Sua moglie Claire, cattolica tedesca, fece costanti sforzi per farlo rilasciare. Fu liberato nel 1939, ma venne costretto a lasciare immediatamente il paese per rifugiarsi in Inghilterra.
In Inghilterra, Bliss cercò di farsi raggiungere da sua moglie, ma lo scoppio della seconda guerra mondiale nel settembre del 1939 lo impedì. Fu in queste circostanze, quando il bombardamento nazista dell'Inghilterra fu chiamato "blitz", che decise di cambiare il suo cognome in Bliss.
Bliss fece in modo che Claire fuggisse dalla Germania attraverso la sua famiglia a Černivci, allora in Romania. Claire proseguì la sua fuga attraverso la Grecia dove rimase in salvo, fino all'ottobre del 1940 quando con la campagna italiana di Grecia si vede costretta a fuggire nuovamente. La coppia finalmente si riunì alla vigilia del Natale 1940 a Shanghai.
Dopo che i giapponesi occuparono Shanghai, Bliss e sua moglie furono rinchiusi nel ghetto di Hongkew. Claire, in quanto tedesca e cristiana, avrebbe avuto la possibilità di rivendicare la sua cittadinanza tedesca, chiedere il divorzio ed essere liberata. Non lo fece, ma accompagnò Bliss nel ghetto.
A Shanghai, Bliss studiò i caratteri cinesi, imparando a leggere le insegne dei negozi ed i giornali. Con un certo stupore, un giorno si rese conto di aver letto i simboli non in cinese, ma nella sua lingua, il tedesco. Ispirato dai caratteri cinesi, Bliss iniziò a sviluppare un sistema di scrittura per simboli. A quel tempo Bliss non era a conoscenza dell'analogo esperimento fatto dal filosofo tedesco Gottfried Wilhelm von Leibniz nel 1666, il quale attraverso un "simbolismo universale" aveva tentato di dare vita ad un linguaggio matematico-logico comprensibile da tutti.

### Australia
Dopo la guerra, nel luglio del 1946, Bliss e sua moglie emigrarono in Australia. Le sue sperimentazioni sulla semiotica incontrarono per lo più un rifiuto generale. Bliss, in mancanza di titoli di studio e certificazioni australiane o del Commonwealth, dovette lavorare come operaio per sostenere la sua famiglia. Continuò comunque con tenacia a lavorare sul suo sistema di simboli di notte e nei fine settimana. Alla fine, Bliss e sua moglie riuscirono a diventare cittadini australiani.
In origine Bliss aveva definito il suo sistema "World Writing" perché lo scopo era quello di stabilire una serie di simboli che potessero essere compresi da tutti, indipendentemente dalla lingua. Ben presto però, Bliss ritenne che un nome in lingua inglese sarebbe stato facilmente fraintendibile, oltre che in contraddizione con la volontà di non avere riferimenti linguistici specifici, e chiamò il suo sistema Semantografia. A Sydney nel 1949 Bliss pubblicò Semantografia internazionale in tre volumi: una scrittura di simboli non alfabetica leggibile in tutte le lingue in cui veniva illustrata la logica e la semantica di Charles basate su 100 elementi simbolici. Sebbene il suo sistema di semantografia sia stato esaminato e commentato favorevolmente da personaggi illustri dell'epoca come Bertrand Russell, la pubblicazione non ebbe grandi riscontri, e per i successivi quattro anni la moglie Claire inviò 6.000 lettere a educatori e università, senza tuttavia ottenere risultati migliori.
Nel 1961, dopo anni di malattia, Claire morì.
Nel 1965 Bliss pubblicò una seconda edizione del suo lavoro, Semantography (Blissymbolics).

### Un successo parziale
Fu in questo periodo che la crescita del turismo internazionale convinse molti dell'utilità di un linguaggio simbolico comprensibile da tutti. Bliss si assicurò che la sua idea fosse legata al suo nome, e riformulo il sistema come Blissymbolics (Linguaggio Bliss).
Nel 1971, Bliss apprese che dal 1965 un particolare centro in Canada utilizzava i suoi simboli per insegnare a bambini diversamente abili, in particolare affetti da paralisi cerebrale, a comunicare. Inizialmente accolse con entusiasmo la sperimentazione e si recò in Canada per verificare egli stesso l'applicazione del suo sistema, ma successivamente, resosi conto che il centro aveva esteso in maniera arbitraria il suo set di simboli con il fine di insegnare ad usare parole parlate e scritte in una lingua tradizionale, e preoccupato dell'uso improprio della sua scoperta, si impose fermamente per il riconoscimento del copyright sui suoi simboli. Così, nel 1975 raggiunse una mediazione, concedendo una licenza mondiale esclusiva per l'uso dei suoi simboli con bambini diversamente abili alla Blissymbolics Communication Foundation in Canada, mentre tutti gli altri diritti erano riservati a se stesso.

### Riconoscimenti
Bliss, inizialmente candidato per il premio Nobel, è stato successivamente nominato membro dell'Ordine dell'Australia (AM) nel 1976 per "servizi alla comunità, in particolare ai bambini diversamente abili".
Sulla base del riconoscimento della natura innovativa del suo lavoro, Bliss è stato nominato Honorary Fellow in Linguistica presso l'Università Nazionale Australiana, dal capo della ANU School of Linguistics, il professor Bob Dixon, nel 1979.
Charles Bliss morì all'ospedale Prince of Wales, a Randwick, il 13 luglio 1985 dopo una breve malattia.

### Bliss
- Bliss, CK, semantografia internazionale: una scrittura di simboli non alfabetici leggibile in tutte le lingue. Uno strumento pratico per la comunicazione internazionale generale, in particolare di scienza, industria, commercio, traffico, ecc. E per l'educazione semantica, basato sui principi della scrittura ideologica e del simbolismo chimico, Institute of Semantography, (Sydney), 1949.
- Bliss, CK, Semantography-Blissymbolics: un semplice sistema di 100 simboli logici pittorici, che possono essere gestiti e letti come 1 + 2 = 3 in tutte le lingue. . . (Terzo, edizione ingrandita) , Semantography-Blissymbolics Pubs, (Sydney), 1978.
- Bliss, CK, Semantography and the Ultimate Meanings of the Mankind: Report and Reflections on a Meeting of the Author with Julian Huxley. Una selezione della serie di semantografie; con "Ciò che gli scienziati pensano della semantografia di CK Bliss", Institute for Semantography, (Sydney), 1955.
- Bliss, CK, The Blissymbols Picture Book (Three Volumes), Pubblicazioni di sviluppo e di consulenza del Nuovo Galles del Sud per Semantografia-Blissymbols, (Coogee), 1985.
- Bliss, CK, The Story of the Struggle for Semantography: The Semantography Series, No. 1-163, Institute for Semantography, (Coogee), 1942-1956.
- Bliss, CK & McNaughton, S., Mr Symbol Man: The Book to the Film prodotto dal National Film Board of Canada e Film Australia (Seconda Edizione), Semantography (Blissymbolics) Publications, (Sydney), 1976.
- Bliss, CK (& Frederick, MA illus. ), The Invention and Discovery That Change The Lives, Semantography-Blissymbolics Publications, (Sydney), 1970.

### Altro
- Breckon, CJ, "Simbolismo come lingua scritta", pp. 74–83 a Breckon, CJ, Simbolismo grafico, McGraw-Hill, Sydney), 1975.
- Reiser, OL, Simbolismo unificato per la comprensione del mondo nella scienza: compresi i simboli Bliss (semantografia) e la logica, la cibernetica e la semantica: un articolo letto in parte al Meeting annuale dell'American Association for the Advancement of Science, Filadelfia, 1951, e alla Conferenza dell'InternationalSociety of Significa, Amsterdam, 1953, Semantography Publishing Co., (Coogee), 1955.